# روئینگ در المپیک تابستانی ۱۹۵۶
رویینگ در بازی‌های المپیک تابستانی ۱۹۵۶ نام رویداد ورزش رویینگ در بازی‌های المپیک تابستانی بود که در سال ۱۹۵۶ برگزار شد.

## جدول مدال‌ها
| رتبه  | کشور                      | طلا | نقره | برنز | مجموع |
| ۱     | ایالات متحده آمریکا (USA) | ۳   | ۲    | ۱    | ۶     |
| ۲     | اتحاد شوروی (URS)         | ۲   | ۱    | ۱    | ۴     |
| ۳     | کانادا (CAN)              | ۱   | ۱    | ۰    | ۲     |
| ۴     | ایتالیا (ITA)             | ۱   | ۰    | ۰    | ۱     |
| ۵     | استرالیا (AUS)            | ۰   | ۱    | ۲    | ۳     |
| ۶     | تیم متحد آلمان (EUA)      | ۰   | ۱    | ۰    | ۱     |
| ۶     | سوئد (SWE)                | ۰   | ۱    | ۰    | ۱     |
| ۸     | اتریش (AUT)               | ۰   | ۰    | ۱    | ۱     |
| ۸     | فرانسه (FRA)              | ۰   | ۰    | ۱    | ۱     |
| ۸     | فنلاند (FIN)              | ۰   | ۰    | ۱    | ۱     |
|       |                           |     |      |      |       |
| مجموع | مجموع                     | ۷   | ۷    | ۷    | ۲۱    |